# Томпсон, Оливия
Оливия Джей Томпсон (англ. Olivia Jay Thompson; род. 20 января 1993, Балаклава, Южная Австралия, Австралия) — австралийская профессиональная баскетболистка, которая выступала в женской национальной баскетбольной лиге (ЖНБЛ). Играла на позиции лёгкого форварда.
В составе национальной сборной Австралии стала победительницей чемпионата Океании среди девушек до 16 лет 2009 года в Австралии, а также выиграла бронзовые медали летней Универсиады 2013 года в Казани, кроме того она принимала участие на чемпионате мира среди девушек до 17 лет 2010 года во Франции и летней Универсиаде 2015 года в Кванджу.

## Ранние годы
Оливия Томпсон родилась 20 января 1993 года в городе Балаклава (штат Южная Австралия), а училась она там же в одноимённой средней школе, в которой выступала за местную баскетбольную команду.